# 율리야 구시나
율리야 알렉산드로브나 구시나(러시아어: Ю́лия Александровна Гу́щина, 1983년 3월 4일~)는 러시아의 육상 선수이다. 주 종목은 단거리달리기 선수이며 200m 종목에 주로 출전했다.

## 경력
로스토프주 노보체르카스크에서 태어났으며 볼고돈스크에서 성장했다. 볼고돈스크에서 육상에 처음 입문했으며 블라디미르 드로티크의 지도를 받았다. 1998년부터 러시아 국내 유소년 육상 대회에 출전했으며 로스토프 주립 토목 대학교을 졸업했다.
2002년에 러시아 주니어 국가대표로 발탁되었고 2005년에 러시아 국가대표로 발탁되었다.
2008년 베이징에서 열린 2008년 하계 올림픽에서 알렉산드라 페도리바, 율리야 체르모샨스카야, 예브게니야 폴랴코바와 함께 400m 계주에서 42.31초의 기록으로 금메달을 획득하였다.
주 종목을 200m로 바꾼 후 2009년 베를린에서 열린 2009년 세계 선수권 대회에서 200m 준결승전에 진출했으나 결승 진출에는 실패했다. 400m 계주에서는 자메이카, 바하마, 독일팀에 밀려 4위에 올랐다.
2013년 모스크바에서 열린 2013년 세계 육상 선수권 대회에서 그녀는 성공적으로 400m로 복귀하여 1600m 릴레이 금메달을 따냈다.
2016년 체르모샨스카야의 도핑이 적발되어 베이징 올림픽에서 획득한 금메달을 박탈당했다.

## 개인 기록
- 100m - 11.13초 (2006년)
- 200m - 22.53초 (2005년)
- 400m - 49.28초 (2012년)